# Emoia erronan
Emoia erronan är en ödleart som beskrevs av Brown 1991. Emoia erronan ingår i släktet Emoia och familjen skinkar.
Artens utbredningsområde är Vanuatu. Inga underarter finns listade i Catalogue of Life.